# Marvin Anderson
Marvin Anderson (12 maggio 1982) è un velocista giamaicano.

## Palmarès
| Anno | Manifestazione      | Sede           | Evento      | Risultato | Prestazione | Note             |
| ---- | ------------------- | -------------- | ----------- | --------- | ----------- | ---------------- |
| 2007 | Giochi panamericani | Rio de Janeiro | 200 m piani | Argento   | 20"38       |                  |
| 2007 | Mondiali            | Osaka          | 200 m piani | 7º        | 20"28       |                  |
| 2007 | Mondiali            | Osaka          | 4×100 m     | Argento   | 37"89       | Record nazionale |
| 2011 | Mondiali            | Taegu          | 200 m piani | Batteria  | 21"09       |                  |